# Ollezy
Ollezy település Franciaországban, Aisne megyében. Lakosainak száma 169 fő (2022. január 1.). Ollezy Annois, Cugny, Dury, Saint-Simon és Sommette-Eaucourt községekkel határos.

## Népesség
A település népességének változása:
| Lakosok száma | 162  | 163  | 151  | 135  | 177  | 184  | 184  | 177  | 174  | 169  |
|               | 1968 | 1982 | 1990 | 2006 | 2013 | 2015 | 2017 | 2019 | 2020 | 2022 |